# Cecilia Wikström
Cecilia Karin Maria Wikström (Svanstein, 17 d'octubre de 1965) és una política sueca. Membre del Partit Popular Liberal, és eurodiputada des de 2009. També és sacerdot de l'Església de Suècia i autora de diversos llibres. Entre 1995 i 2010 va estar casada amb l'exministre d'Educació Jan-Erik Wikström, pare de Jeppe Wikström. Prèviament, s'havia casat amb el sacerdot suec Björn Bolin Cecilia Wikström es va llicenciar en teologia per la Facultat de Teologia de la Universitat d'Uppsala el 1993. Ha tingut diverses posicions en l'Església de Suècia, com a rectora, capellana universitària, capellana de presó i canonge de la catedral d'Uppsala.